# Martinet tigrat fosc
El martinet tigrat fosc (Tigrisoma fasciatum) és una espècie d'ocell de la família dels ardèids (Ardeidae). Habita corrents fluvials a la selva humida per l'est de Veneçuela i a la llarga d'ambdues vessants dels Andes, per l'oest a Colòmbia i l'Equador i per l'est Colòmbia, l'Equador, el Perú, Bolívia i nord-oest de l'Argentina. Localment al sud i sud-est del Brasil i nord-est de l'Argentina.